# Boldva
Boldva ist eine ungarische Gemeinde im Kreis Edelény im Komitat Borsod-Abaúj-Zemplén.

## Geografische Lage
Boldva liegt in Nordungarn, 15 Kilometer nördlich des Komitatssitzes Miskolc und 9,5 Kilometer südöstlich der Kreisstadt Edelény am linken Ufer des Flusses Bódva. Nachbargemeinden sind Sajóecseg, Sajósenye, Sajószentpéter und Ziliz.

## Geschichte
Im Jahr 1913 gab es in der damaligen Kleingemeinde 270 Häuser und 1582 Einwohner auf einer Fläche von 4942 Katastraljochen. Sie gehörte zu dieser Zeit zum Bezirk Edelény im Komitat Borsod.

## Sehenswürdigkeiten
- Heimatmuseum (Tájház)
- Reformierte Kirche, ursprünglich aus dem 14. Jahrhundert, 1755 umgebaut
- Römisch-katholische Kirche Szeplőtelen Fogantatás, um 1830 erbaut
- Weltkriegsdenkmal

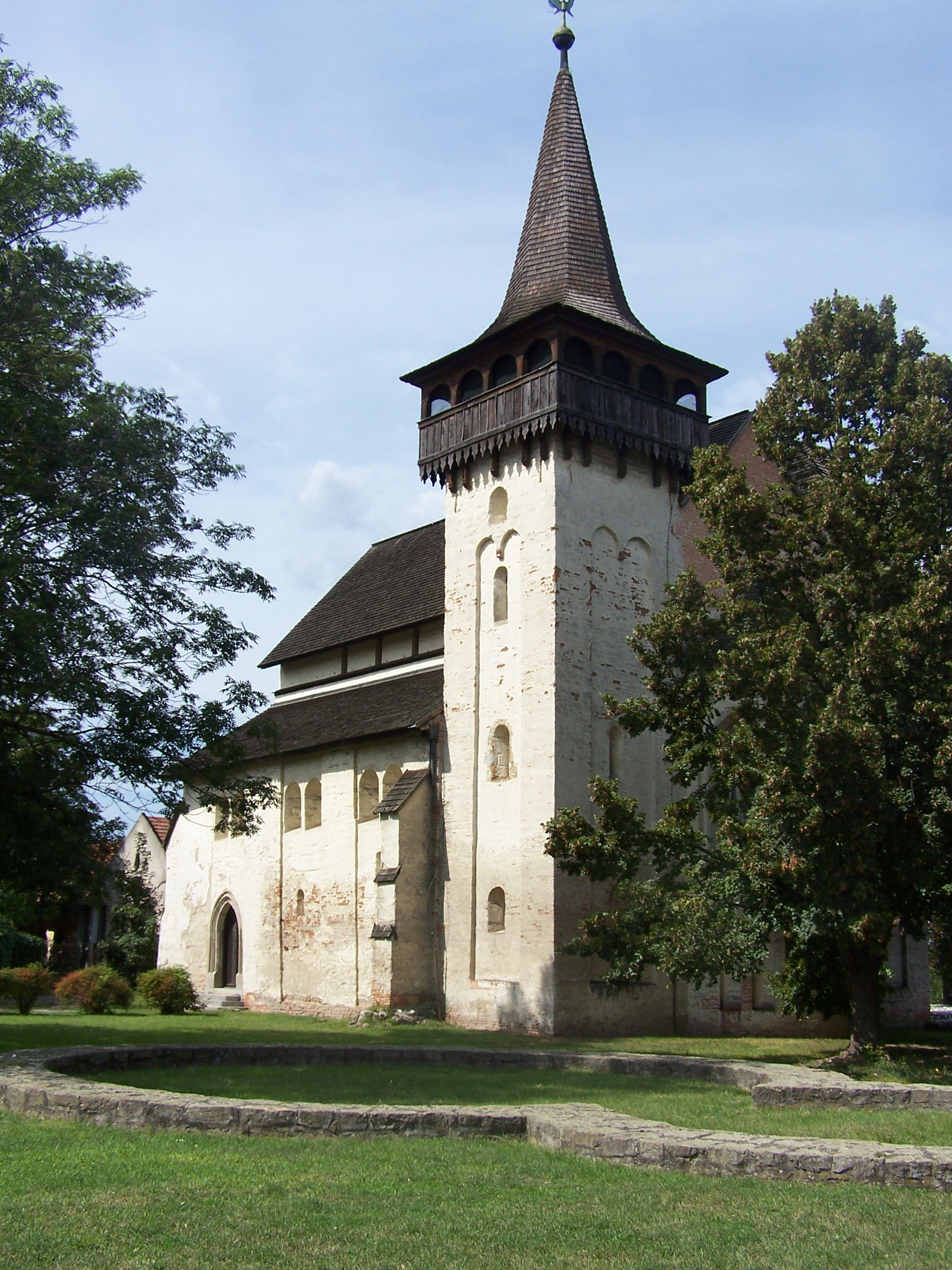
Reformierte Kirche in Boldva
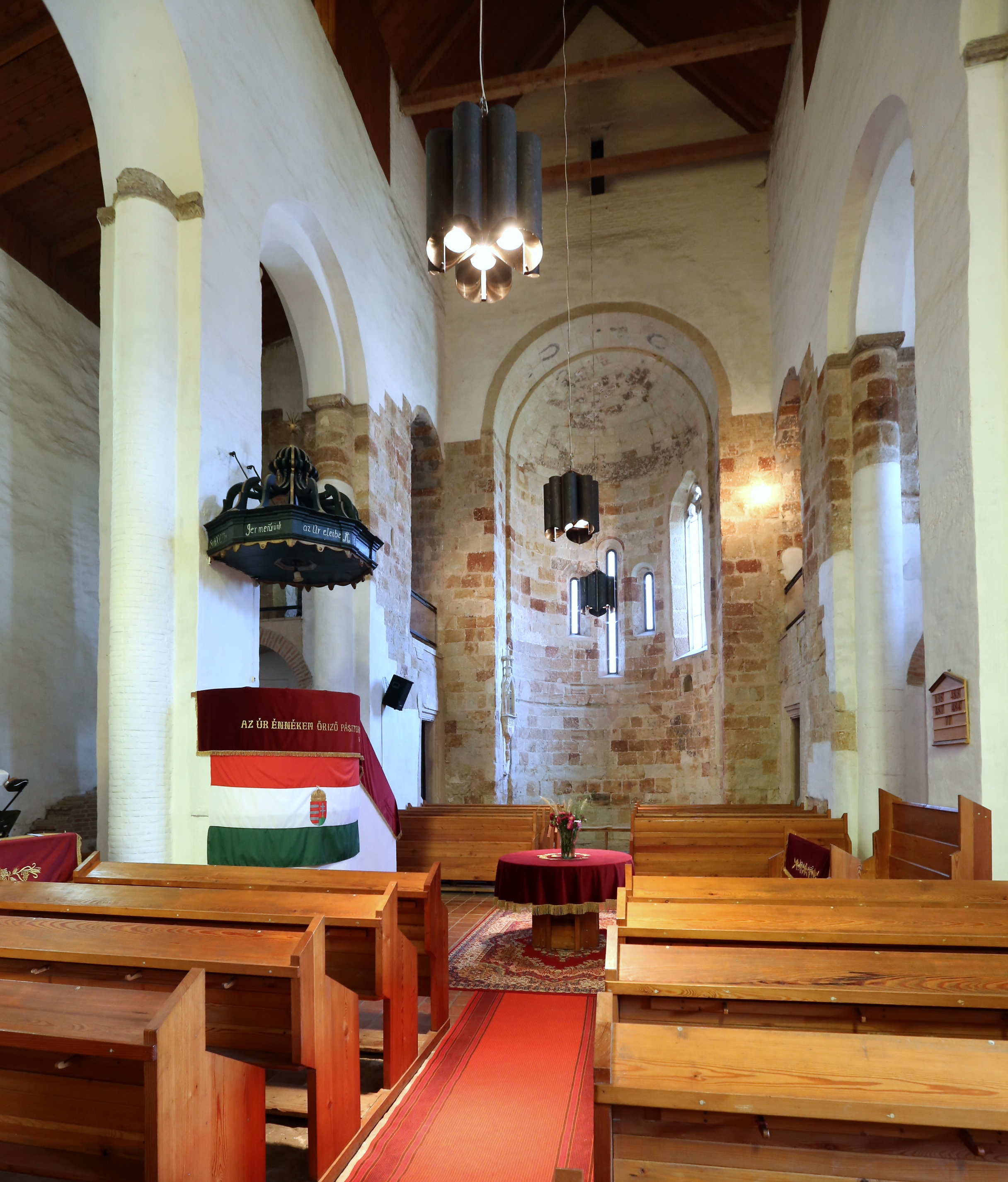
Innenraum der reformierten Kirche
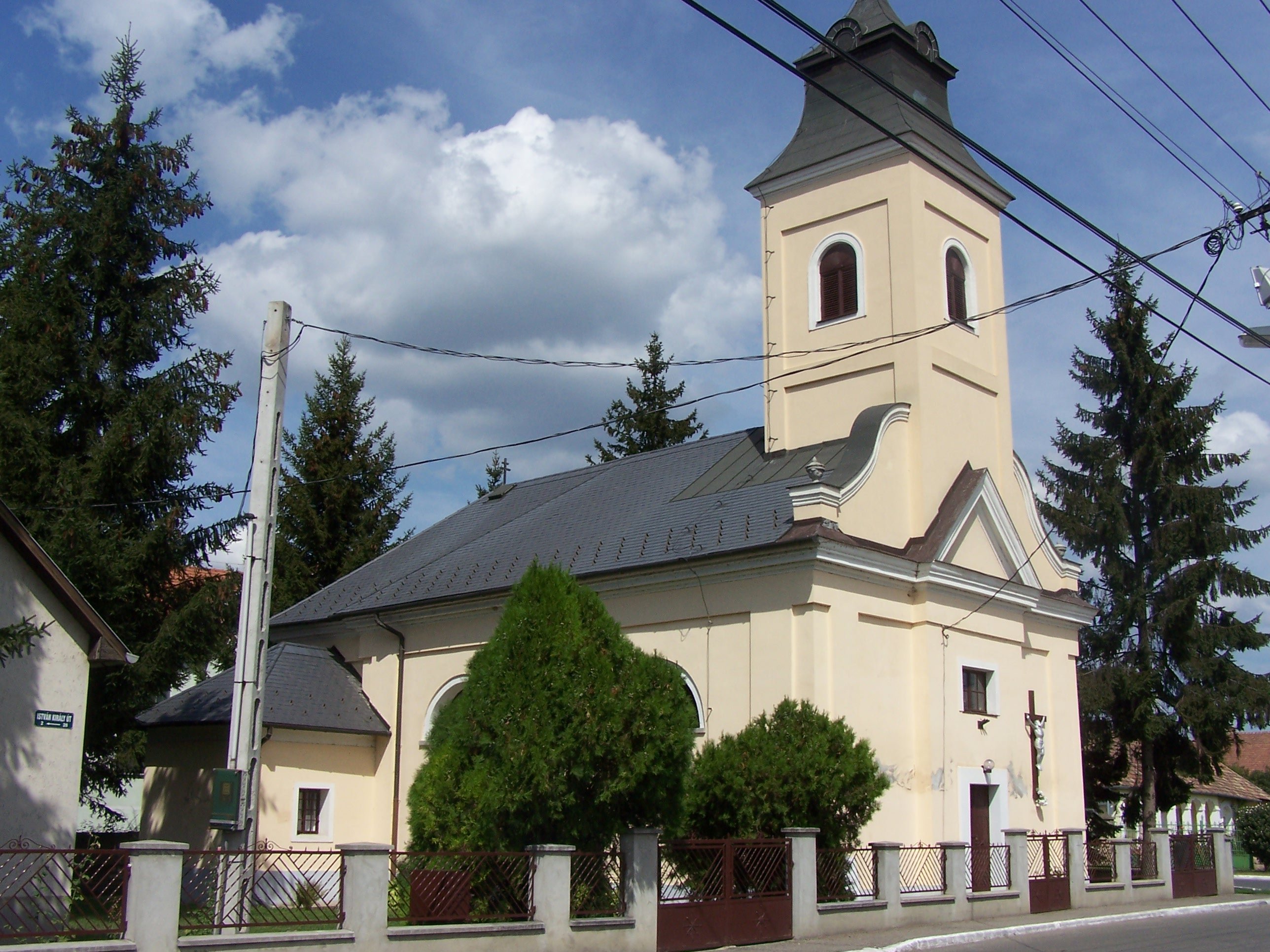
Römisch-katholische Kirche Szeplőtelen Fogantatás
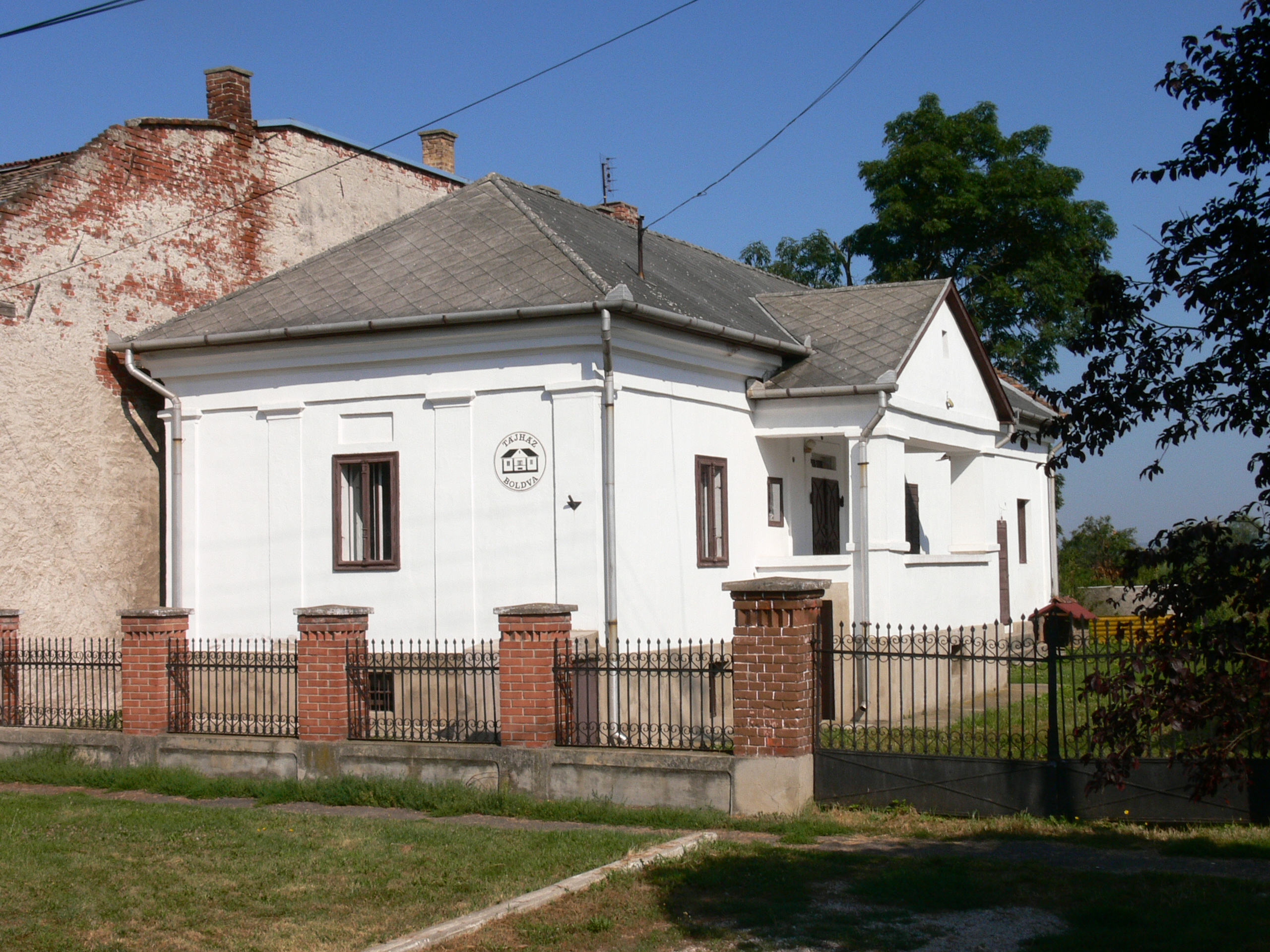
Heimatmuseum
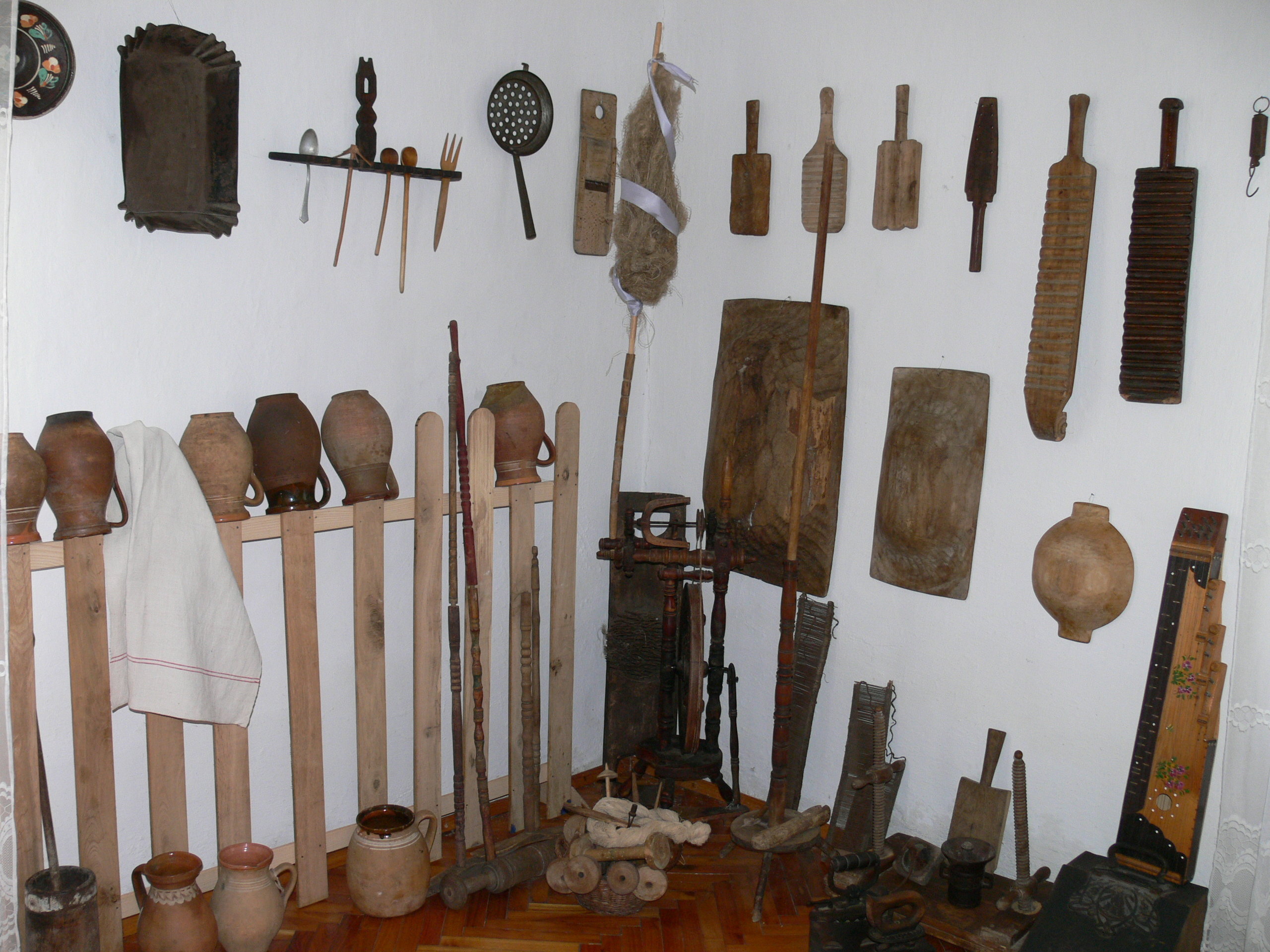
Raum im Heimatmuseum

## Verkehr
In Boldva treffen die Landstraßen Nr. 2617 und Nr. 2618 aufeinander. Die Gemeinde ist angebunden an die Eisenbahnstrecke von Miskolc nach Tornanádaska.